# Kustbaardman
De kustbaardman (Umbrina cirrosa) is een straalvinnige vissensoort uit de familie van de ombervissen (Sciaenidae). De wetenschappelijke naam van de soort is gepubliceerd in 1758 door Linnaeus in de tiende editie van Systema naturae.